# Aubinhàs
Aubignas és un municipi francès situat al departament de l'Ardecha i a la regió d'Alvèrnia-Roine-Alps. L'any 2007 tenia 385 habitants.

## Demografia

### Població
El 2007 la població de fet d'Aubignas era de 385 persones. Hi havia 154 famílies de les quals 40 eren unipersonals (20 homes vivint sols i 20 dones vivint soles), 51 parelles sense fills, 51 parelles amb fills i 12 famílies monoparentals amb fills.
La població ha evolucionat segons el següent gràfic:
Habitants censats

### Habitatges
El 2007 hi havia 201 habitatges, 152 eren l'habitatge principal de la família, 38 eren segones residències i 12 estaven desocupats. 181 eren cases i 17 eren apartaments. Dels 152 habitatges principals, 119 estaven ocupats pels seus propietaris, 30 estaven llogats i ocupats pels llogaters i 3 estaven cedits a títol gratuït; 1 tenia una cambra, 7 en tenien dues, 23 en tenien tres, 49 en tenien quatre i 72 en tenien cinc o més. 112 habitatges disposaven pel capbaix d'una plaça de pàrquing. A 61 habitatges hi havia un automòbil i a 80 n'hi havia dos o més.

### Piràmide de població
La piràmide de població per edats i sexe el 2009 era:
| Homes | Edats   | Dones |
| ----- | ------- | ----- |
| 0     | 95 o +  | 4     |
| 0     | 90 a 94 | 0     |
| 0     | 85 a 89 | 4     |
| 0     | 80 a 84 | 0     |
| 4     | 75 a 79 | 12    |
| 8     | 70 a 74 | 8     |
| 8     | 65 a 69 | 4     |
| 8     | 60 a 64 | 8     |
| 4     | 55 a 59 | 16    |
| 8     | 50 a 54 | 8     |
| 0     | 45 a 49 | 4     |
| 16    | 40 a 44 | 8     |
| 16    | 35 a 39 | 12    |
| 20    | 30 a 34 | 16    |
| 8     | 25 a 29 | 16    |
| 0     | 20 a 24 | 0     |
| 16    | 15 a 19 | 12    |
| 8     | 10 a 14 | 8     |
| 0     | 5 a 9   | 24    |
| 20    | 0 a 4   | 12    |

## Economia
El 2007 la població en edat de treballar era de 249 persones, 169 eren actives i 80 eren inactives. De les 169 persones actives 148 estaven ocupades (83 homes i 65 dones) i 21 estaven aturades (7 homes i 14 dones). De les 80 persones inactives 35 estaven jubilades, 20 estaven estudiant i 25 estaven classificades com a «altres inactius».

### Ingressos
El 2009 a Aubignas hi havia 147 unitats fiscals que integraven 392,5 persones, la mediana anual d'ingressos fiscals per persona era de 15.327 €.

### Activitats econòmiques
Dels 14 establiments que hi havia el 2007, 2 eren d'empreses de fabricació d'altres productes industrials, 4 d'empreses de construcció, 3 d'empreses de comerç i reparació d'automòbils, 2 d'empreses d'hostatgeria i restauració, 1 d'una empresa financera, 1 d'una empresa immobiliària i 1 d'una empresa de serveis.
Dels 3 establiments de servei als particulars que hi havia el 2009, 1 era un paleta, 1 fusteria i 1 restaurant.
L'any 2000 a Aubignas hi havia 15 explotacions agrícoles que ocupaven un total de 124 hectàrees.

## Equipaments sanitaris i escolars
El 2009 hi havia una escola elemental.

## Poblacions més properes
El següent diagrama mostra les poblacions més properes.